# Conférence européenne des administrations des postes et télécommunications
Pour les articles homonymes, voir ETO.
La Conférence européenne des administrations des postes et télécommunications ou CEPT (en anglais, European Telecommunication Office ou ETO) a été créée le 26 juin 1959 comme entité de coordination entre les organismes des postes et de télécommunications des États européens. Le sigle CEPT est utilisé dans sa forme française dans les autres langues (comme pour l'usage du sigle PTT).

## Historique
À l'époque, les communications étaient assurées, en régime de monopole, par les administrations des postes et des télécommunications, alors appelées PTT (initialement Postes, Télégraphes et Téléphones ; puis Postes et Télécommunications).
La CEPT est fondée par dix-neuf États à Montreux, en Suisse, le 26 juin 1959.
De 1970 à 1993, le logo de la CEPT figure sur les timbres poste des Émissions Europa.

## Organisation
La CEPT a été à l'origine de la création de l'ETSI en 1988, qui a depuis assuré les fonctions de normalisation.
La CEPT avait mis en place trois comités :
- CERP (Comité européen des régulateurs postaux)
- ERC (European Radiocommunications Committee, soit « Comité européen des radiocommunications »)
- ECTRA (European Committee for Regulatory Telecommunications Affairs, soit « Comité des affaires réglementaires de télécommunications »)

L'ERC et l'ECTRA ont ensuite chacun établi un bureau à Copenhague :
- ERO (European Radiocommunications Office, soit « Bureau européen des radiocommunications »)
- ETO (European Telecommunications Office, soit « Bureau européen des télécommunications »)

En 2001, l'ERO a absorbé l'ETO, puis l'ERC et l'ECTRA ont fusionné, créant l'ECC (Electronic Communications Committee, soit « Comité des communications électroniques »).

## Pays membres

### Pays fondateurs (1959)
19 pays représentés par 23 administrations :
- Allemagne de l'Ouest
- Autriche
- Belgique
- Danemark
- Espagne
- Finlande
- France
- Grèce
- Irlande
- Islande
- Italie
- Luxembourg
- Norvège
- Pays-Bas
- Portugal
- Royaume-Uni
- Suède
- Suisse
- Turquie

### Pays membres actuels
- Albanie
- Allemagne
- Andorre
- Autriche
- Azerbaïdjan
- Biélorussie
- Belgique
- Bosnie-Herzégovine
- Bulgarie
- Croatie
- Chypre
- Danemark
- Espagne
- Estonie
- Finlande
- France
- Géorgie
- Grèce
- Hongrie
- Islande
- Irlande
- Italie
- Lettonie
- Liechtenstein
- Lituanie
- Luxembourg
- Malte
- Moldavie
- Monaco
- Monténégro
- Pays-Bas
- Norvège
- Pologne
- Portugal
- République tchèque
- Macédoine du Nord
- Roumanie
- Royaume-Uni
- Russie
- Saint-Marin
- Serbie
- Slovaquie
- Slovénie
- Suède
- Suisse
- Turquie
- Ukraine
- Vatican

L'adhésion de la Biélorussie et de la Russie est suspendue pour une durée indéfinie à compter du 18 mars 2022.